# FLAME (BODYのアルバム)
『FLAME』（フレイム）は、BODYのオリジナル・アルバム。1994年4月21日発売。発売元はSony Records。
アルバム発売翌月の日本武道館ライブ後、解散をしたため、BODY唯一のオリジナル・アルバムである。
初回生産限定は5面デジパック仕様。
後日発売された「FLAME REMIX」にはI LOVE YOUのシングルバージョンが収録され。ボーカルの音量などが調整されたリミックス・リマスリングとなっている。

## 収録曲
1. MY SELF
2. BABY, CRAZY
3. HERESY
D'ERLANGERがアマチュア時代に演奏していたもので、ベースの岡田基樹が気に入っていたことから復活した楽曲。
4. UNFINISED GAME
5. STILL MY LOVE
シングル「I LOVE YOU」のカップリング曲。
6. HOLD YOU SOFTLY
7. I BELIEVE
8. I LOVE YOU (ALBUM VERSION)
先行シングルとしてリリースされたBODY唯一のシングル。アルバムバージョンで収録された。
9. ETERNITY 〜I love you forever〜
10. DAY DREAM